# Michel David Weill
Michel David-Weill (Parigi, 23 novembre 1932 – New York, 17 giugno 2022) è stato un banchiere francese, azionista nonché ex presidente della banca d'affari Lazard.

## Biografia
Michel David-Weill è figlio di Berthe Haardt e di Pierre David-Weill, presidente di Lazard Frères. Ebreo, durante l'ultimo anno di occupazione nazista della Francia, all'età di undici anni, è stato costretto a nascondersi insieme alla madre in un piccolo villaggio chiamato Béduer. Dopo la fine della Seconda Guerra Mondiale è andato a vivere a New York insieme alla famiglia. Ha frequentato il Liceo francese di New York e Sciences Po di Parigi
. Nel 1965 ha sposato Hélène Marie Lehideux, con cui ha avuto quattro figli.
Avendo ereditato le azioni del padre, è diventato il principale azionista di Lazard, sia della sede di New York sia della sede di Londra. In seguito al ritiro di André Meyer dagli incarichi operativi, Michel David-Weill è diventato presidente di Lazard - lavorando a stretto contatto con Felix Rohatyn. 
Sotto la guida di David-Weill, Lazard ha cominciato ad espandere la propria attività dal tradizionale M&A a settori quali la gestione degli asset e le obbligazioni municipali. Ha anche fatto numerose assunzioni, tra cui quella di Steven Rattner. I profitti di Lazard sono cresciuti dai 5 milioni di dollari alla fine degli anni '70 fino ai 500 milioni alla fine degli anni '90.
David-Weill ha anche riunito i rami di Lazard, combinando le sue partecipazioni nelle sedi di New York e Parigi e al buyout di Pearson per la sua partecipazione in Lazard Londra per più di 600 milioni di dollari.
È stato onorato dal governo francese con il titolo di Comandante della Legione d'Onore e Comandante del Ordre des Arts et des Lettres, la più alta onorificenza culturale della Repubblica francese.
David-Weill è direttore del Groupe Danone, una delle più grandi aziende di prodotti alimentari di tutto il mondo.